# Universitat d'Arizona

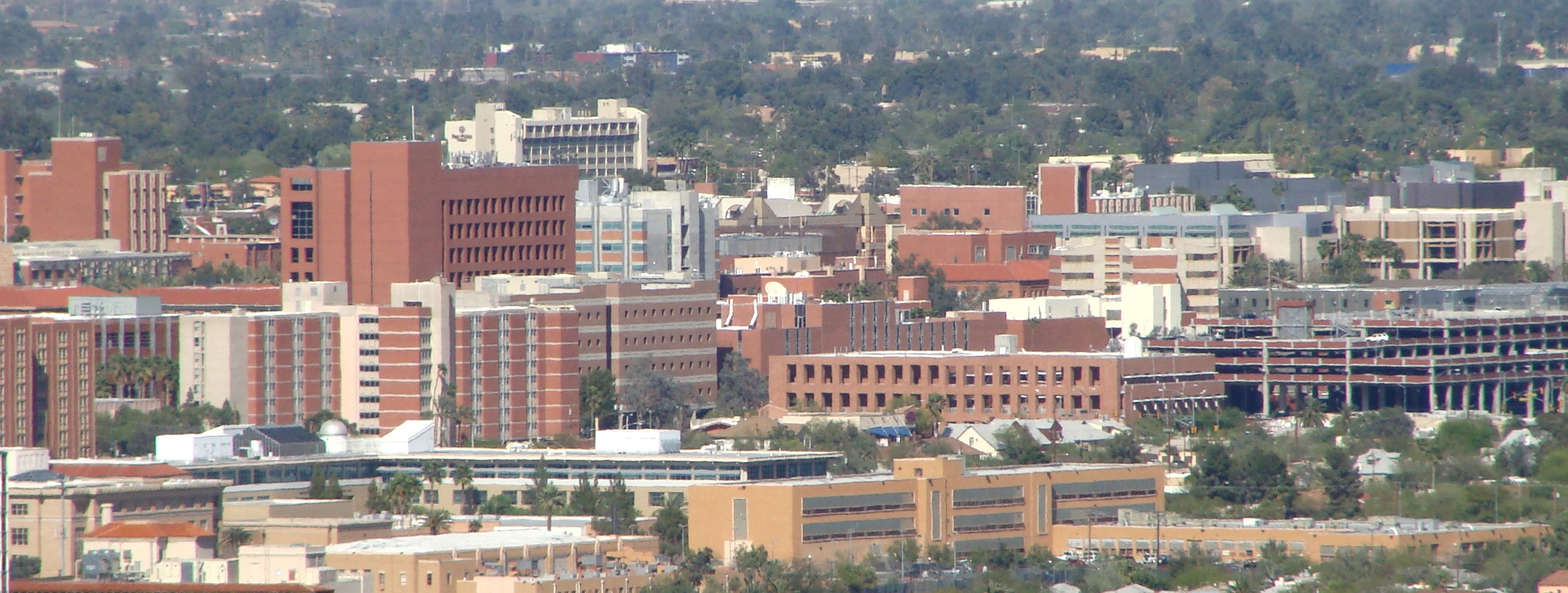
Campus de la Universitat d'Arizona.

La Universitat d'Arizona (anglès:University of Arizona, UA) és una reconeguda institució d'educació superior dels EUA Que està situada a Tucson, Arizona. La Universitat fou fundada el 1885 té actualment (2006) 36.000 estudiants. També allotja el Center for Creative Photography (CCP), un centre d'investigació fotogràfica i arxiu.

## Campus
El campus principal està format per 179 edificis que ocupen 1,5 km² al centre de Tucson, a un 1,6 km al nord-est del centre de la ciutat. Roy Place, un destacat arquitecte de Tucson, va dissenyar molts dels primers edificis, com l'Arizona State Museum, amb la biblioteca principal de 1927, i el Centennial Hall. L'ús de maó vermell per part de Place va marcar el to de les façanes de gairebé tots els edificis de la Universitat. Gairebé tots els edificis de la UA tenen el maó vermell com a component principal del disseny, o com a mínim, un accent estilístic per harmonitzar la major part dels edificis del campus.[81][82] A principis de la dècada de 1930, Place va actualitzar el pla director del campus, concebut pel seu soci arquitectònic John Lyman el 1919 i modelat a partir de l'exemple de la Universitat de Virgínia.

## Oferta acadèmica
La Universitat d'Arizona ofereix 334 campus d'estudi en quatre nivells: batxillers (llicenciatura), màsters (mestratge), doctoral (doctorat), i "first professional" (professions). Les principals carreres conegudes com a "professions" són: Advocacia, Medicina, Veterinària, Odontologia i Arquitectura, entre d'altres).
Dins dels seus programes acadèmics més importants, destaquen els de ciències òptiques, astronomia i astrofísica. Cal dir que és una de les poques universitats que ha rebut la distinció de la NASA per a participar en el seu programa d'exploració espacial. En el marc d'aquest programa, en el 2008 la Universitat va exercir com a institució principal i seu del centre de control de la Missió Phoenix que amb èxit va portar a terme una exploració remota en un dels pols del planeta Mart per a comprovar l'existència d'aigua.